# Aixaphis oligocenica
Tetraneura oligocenica
Espèce
Synonymes
- †Tetraneura oligocenica Théobald, 1937

Aixaphis oligocenica est une espèce fossile d'insectes hémiptères de la famille des Aphididae dans le genre Aixaphis dont elle est l'espèce type.

## Classification
L'espèce Aixaphis oligocenica est décrite en 1937 par le paléontologue français Nicolas Théobald (1903-1981), sous le protonyme Tetraneura oligocenica,. 

### Fossiles
L'holotype A 1017 vient de la collection personnelle de Nicolas Théobald. 

### Nouveau genre
L'échantillon fut prêté en 1968-1969 par le paléontologue français à l'entomologiste danois Ole Engel Heie (1926-2019). Ce dernier reconnut alors l'holotype comme un nouveau genre en 1970.

### Étymologie
L'épithète spécifique oligocenica fait référence à l'Oligocène époque géologique de l'holotype.

## Description

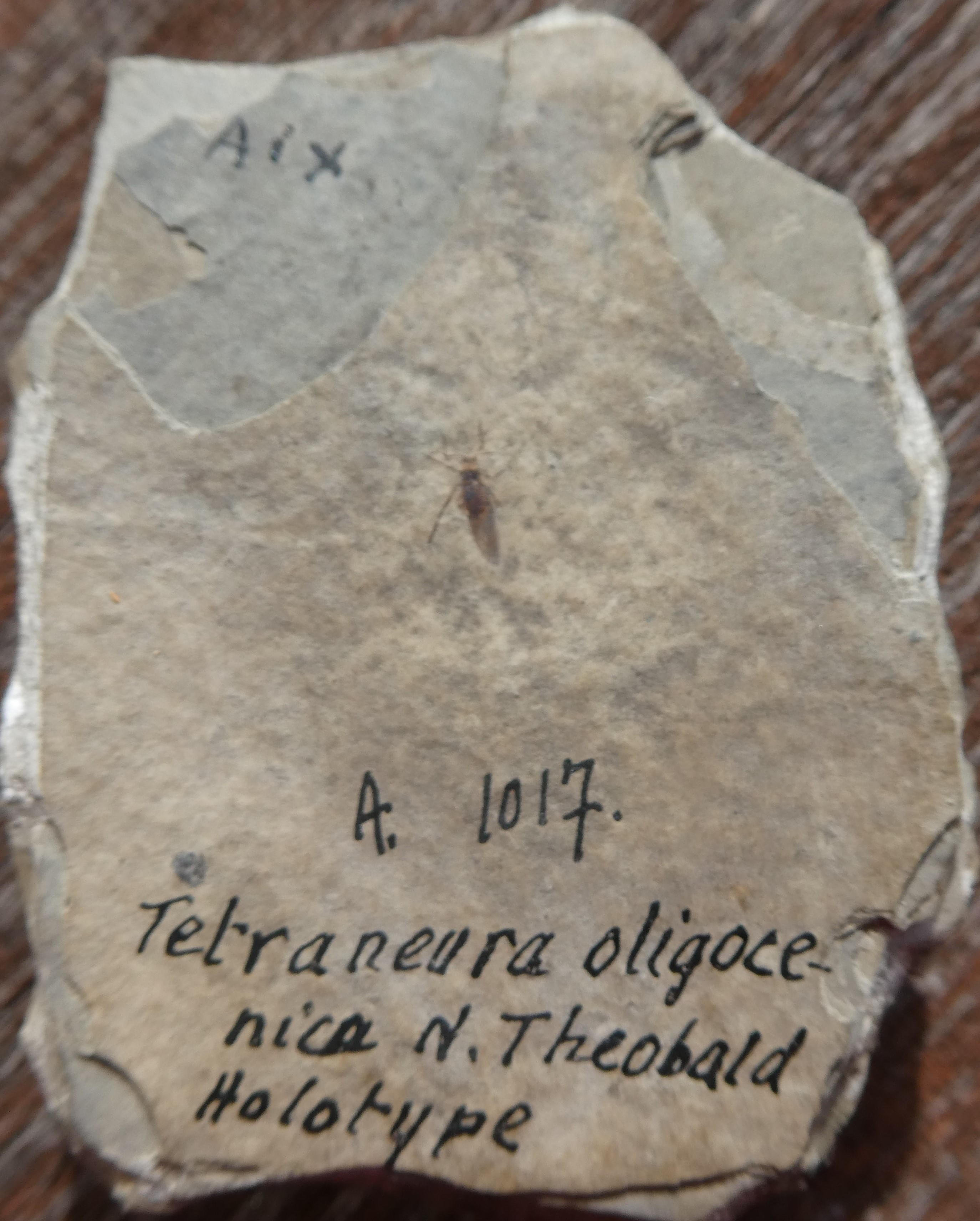
Tetraneura (Aixaphis) oligocenica N. Théobald, 1937. Photo de l'empreinte par Mireille Darmois-Théobald.

### Caractères
L'insecte est de couleur brune, avec une tête plus claire.
La tête subovale a 0,58 mm entre les deux yeux. Les yeux latéraux ont de multiples facettes ; à leur niveau, la tête porte des ocelles (taches noires).
Les antennes ont 1,7 mm de longueur et sont formées de six articles ou segments, les deux premiers gros et courts, les autres plus fins et cylindriques. Ole Heie a réussi à identifier sur les segments III et IV de nombreux rhinaria secondaires, sortes de pores sensoriels, récepteurs d'odeurs.
Le thorax est subcarré ; le prothorax est court ; le mésothorax montre trois lobes séparés. L'abdomen est court et globuleux, la segmentation étant presque effacée.
Les pattes sont bien conservées, avec des fémurs non renflés, des tibias cylindriques, des tarses à deux articles, le premier très court, le deuxième muni de deux griffes (voir figure N. Théobald 6a).
Les ailes repliées le long du corps et en partie plissées rendent l'analyse délicate. L'aile droite, sur le dessus, a un pterostigma peu foncé. Elle est pliée en longueur le long de la Médiane, ce qui ne permet guère de suivre ses nervures (voir figure Ole H. Heie 10). Mais sur l'aile gauche Ole H. Heie a pu distinguer au moins une bifurcation, sinon deux, ce qui donnerait trois branches à la Médiane (voir figure Ole H. Heie 11).

### Dimensions
Longueur du corps sans les ailes : 2 mm. Longueur de l'aile droite : 3 mm pour Nicolas Théobald, 3,7 mm pour Ole E. Heie.

### Affinités
Par la structure des antennes, des pattes et des ailes, Nicolas Théobald classait ce puceron dans la sous-famille des Aphidinae et dans le genre Tetraneura Hartig . Mais Ole E. Heie, par les rhinaria secondaires des antennes et la nervure médiane à trois branches exclut cet échantillon du genre Tetraneura (voir à titre de comparaison : Ole E. Heie, figure 12). Il doute aussi de l'appartenance à la famille des Pemphigidae, penchant plutôt vers les Callaphididae et place cette espèce de préférence chez les Aphidoidea vivipares en lui attribuant le genre Aixaphis : "a new genus of unknown systematic position" .

## Biologie
Les Tetraneura vivent sur les ormes et émigrent sur les racines des graminées ou des menthes, éléments qui sont aussi représentés dans l'Oligocène d'Aix-en-Provence.

## Galerie

Dessins
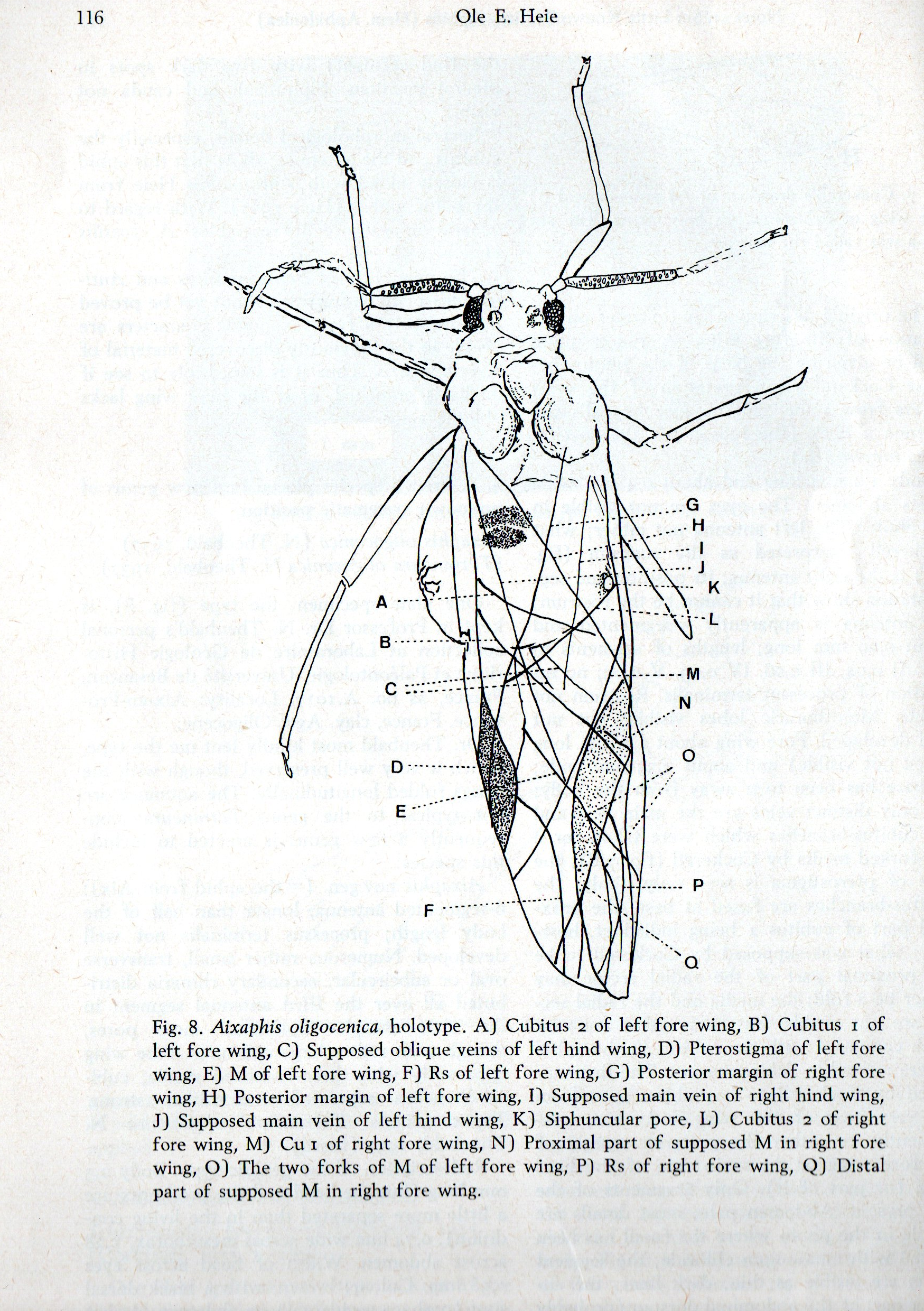
Aixaphis oligocenica - dessin d'Ole E. Heie en 1970.
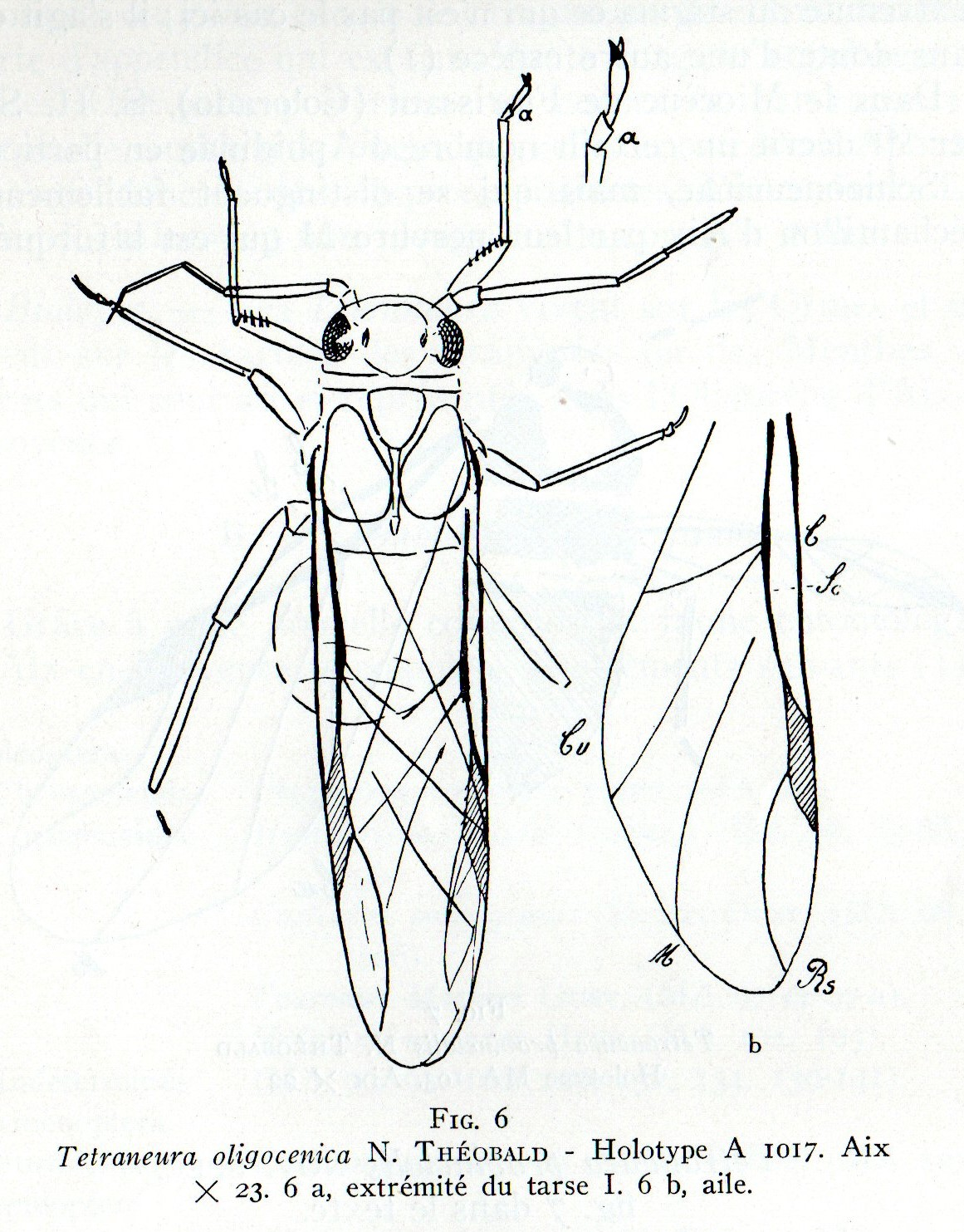
Tetraneura oligocenica - dessin de Nicolas Théobald en 1937
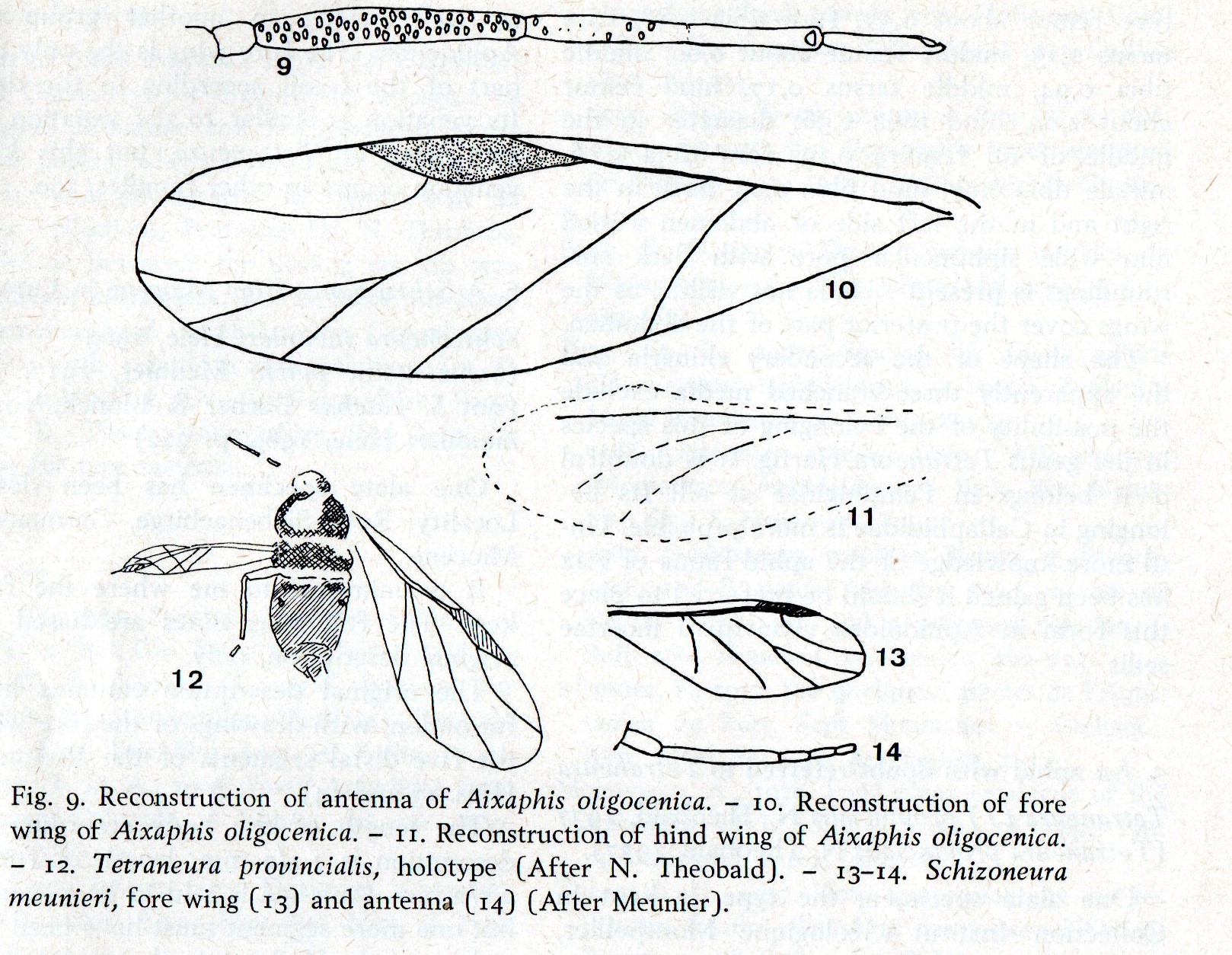
Aixaphis oligocenica N. Théobald, Tetraneura provincialis N. Théobald, Schizoneura. Dessins d'Ole E. Heie en 1970

### Publication originale
- [1937] Nicolas Théobald, Note complémentaire sur les insectes fossiles oligocènes des gypses d'Aix-en-Provence, Institut de Zoologie, rue Sainte-Catherine Nancy, coll. « Bulletin Mensuel de la Société des Sciences de Nancy / (Nlle. Série) N°6 », juin 1937, 157-178, 7 figures, 2 planches hors-texte. (ISSN 1155-1119, DOI 10.5281/ZENODO.24876, BM SSN Juin 1937)